# Krasewice Stare
Krasewice Stare (dawn. alt. Krasewicze) – wieś w Polsce położona w województwie podlaskim, w powiecie siemiatyckim, w gminie Siemiatycze.
Wieś jest częścią składową sołectwa Krasewice.
W latach 1975–1998 miejscowość administracyjnie należała do województwa białostockiego.
Wieś była własnością ruskiego bojara Wołczki zwanego Kuliha-Kułyga z Krasewic. Wzmiankowana w związku z  konfiskatą tych dóbr przez drohickiego starostę w 1474 roku.
Wierni kościoła rzymskokatolickiego należą do parafii Podwyższenia Krzyża Świętego w Czartajewie.